# 1901 en France
Chronologie de la France
- 1897
- 1898
- 1899
- 1900
- 1901
- 1902
- 1903
- 1904
- 1905

Cette page concerne l'année 1901 du calendrier grégorien.

## Événements

### Janvier
- 2 janvier : la suppression des droits d'octroi sur les boissons à Paris est effective[1].
- 8 janvier : rentrée parlementaire. Armand Fallières est réélu président du Sénat, Paul Deschanel président de la Chambre par 296 voix contre 217 à Henri Brisson. Début de la discussion du projet de loi relatif au contrat d'association[1].
- 14 janvier : le bateau à vapeur britannique Kaisairi, pris dans une tempête, s’échoue près de Sainte-Rose à La Réunion, faisant 23 morts sur les 75 membres d’équipage[2].
- 15 janvier : le député Viviani déclare au premier jour des débats sur le projet de loi sur les associations : « Si en effet les associations étaient seulement le rendez-vous où les hommes se rencontrent pour rapprocher des intérêts particuliers, on ne comprendrait pas la longue défiance avec laquelle (monarchistes, républicains) les gouvernements ont envisagé l’association. La vérité qui, sans la justifier, explique l’inquiétude des gouvernements, c’est que l’association est appelée à jouer un rôle social, qu’elle est créée pour se substituer dans certains offices de l’État et pour remplir à sa place des tâches dont la diversité même défie l’initiative de l’État. »[3]
- 16 janvier : exposition Camille Pissarro à la Galerie Durand-Ruel à Paris[1].
- 20 janvier : duel Lubersac-Robert de Rothschild[1].
- 21 janvier : un incendie détruit le théâtre de Lons-le-Saunier[4].
- 21 janvier-6 mars : grève générale des mineurs de Montceau-les-Mines[5].
- 23 janvier : Marthe Francillon devient la première interne femme des hôpitaux de Paris[1].

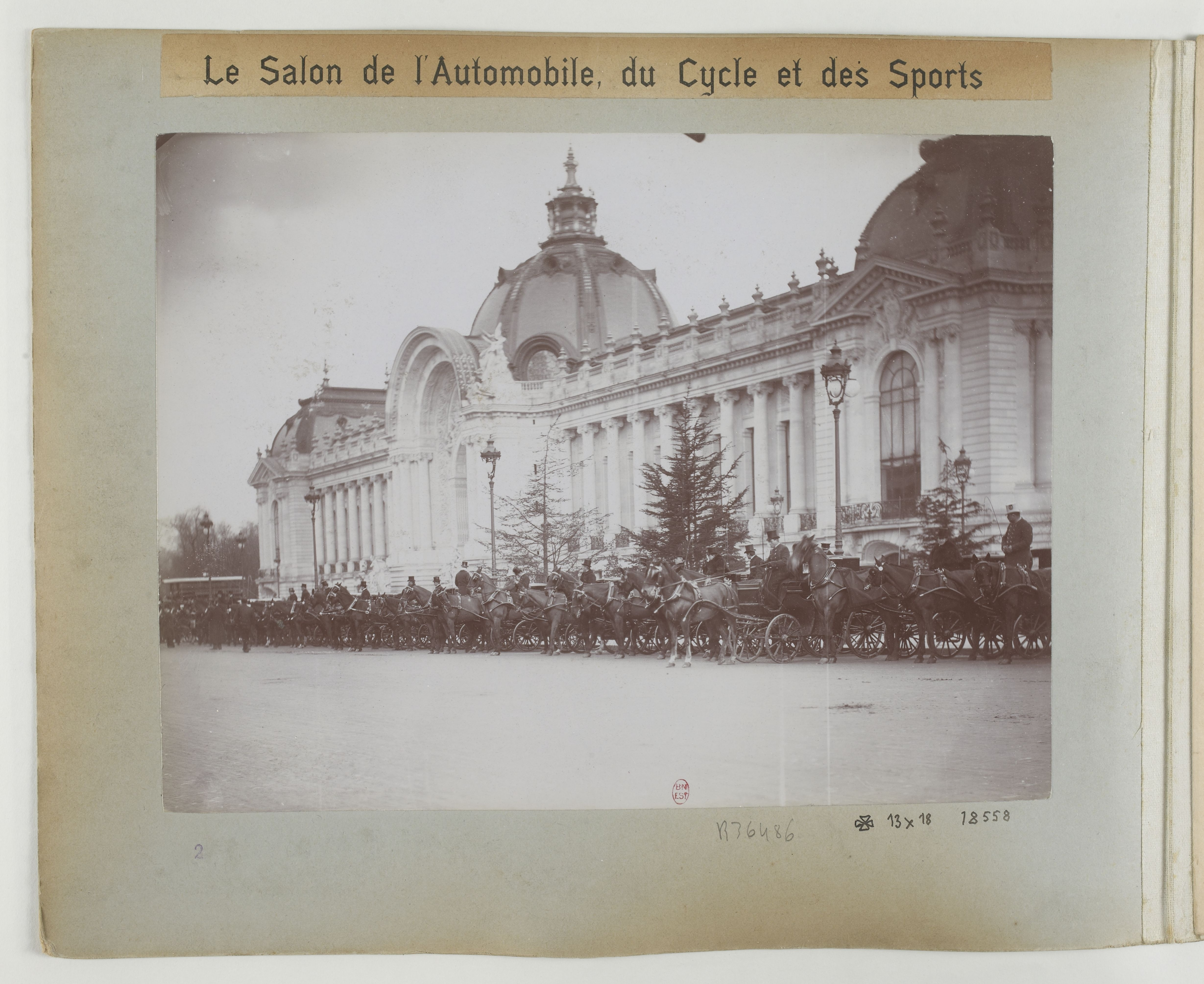
Le Salon de l'Automobile, du cycle et des sports, 25 janvier - 10 février 1901

- 25 janvier - 10 février : au Grand Palais, ouverture de l’Exposition internationale de l’automobile, du cycle et du sport[1] (salon de l’automobile), avec à peu près huit cents exposants et qui est visité par plus de cent mille personnes. Le prix d’entrée est de 1 franc (soit 3,20 euros 2002) et de 3 francs le vendredi.
- 25 janvier : Fernand Cathelin, interne en neurologie dans le service de chirurgie de l’hôpital Tenon, commence ses expériences d’anesthésie péridurale[6].
- 28 janvier : un défi lancé par un escrimeur italien tenant du fleuret, Athos di San- Malato, est relevé par le professeur Louis Damotte, qui est légèrement blessé[1].

### Février
- 1er février : premier numéro de Femina, « La revue idéale de la femme et de la jeune fille »[1].
- 4 février : début de la grève des tailleurs pour dames chez Worth, Redfern, Doeuillet, Paquin, Doucet et des couturières de Laferrière et Callot Sœurs à Paris ; manifestations rue de la Paix les 14 et 15 février[1].
- 6 février : inauguration des téléphones publics dans les principales gares parisiennes[1].
- 15 février : Astarté est créé à l'Opéra de Paris[1].
- 24 février-15 mars : exposition de l'Union des femmes peintres et sculpteurs au Grand Palais[1].
- 25 février :
  - loi qui introduit la progressivité dans le tarif des droits de succession[7].
  - création de la Banque d’Afrique occidentale pour l’émission de monnaie dans les colonies françaises[8].
- 26 février : arrêté pour la simplification de l'orthographe[1].

### Mars
- 5 mars : une circulaire ministérielle interdit l'enseignement de l'histoire au-delà de 1875 dans les lycées et collèges[1].
- 7 mars : le Petit Palais est officiellement remis à la ville de Paris[1].
- 8 mars : le nationaliste Louis Dausset est élu président du conseil municipal de Paris[1].
- 9 mars : la végétaline est commercialisée[1].
- 10 mars : création du Stade rennais[9].
- 11 mars : inauguration de l'institut électrotechnique de Grenoble[10].
- 15 mars : inauguration du Champ de courses de Saint-Cloud[1].
- 15-31 mars : première exposition rétrospective d’œuvres de Vincent van Gogh à Paris organisé par le poète Julien Leclercq à la Galerie Bernheim-Jeune[11].
- 24 mars : publication du recensement de la population qui dénombre 38 962 000 habitants[1]. (40,7 millions d’habitants dans les limites de son territoire actuel[12].
- 29 mars : la Chambre adopte le projet de loi sur les associations par 303 voix contre 224[1].

### Avril

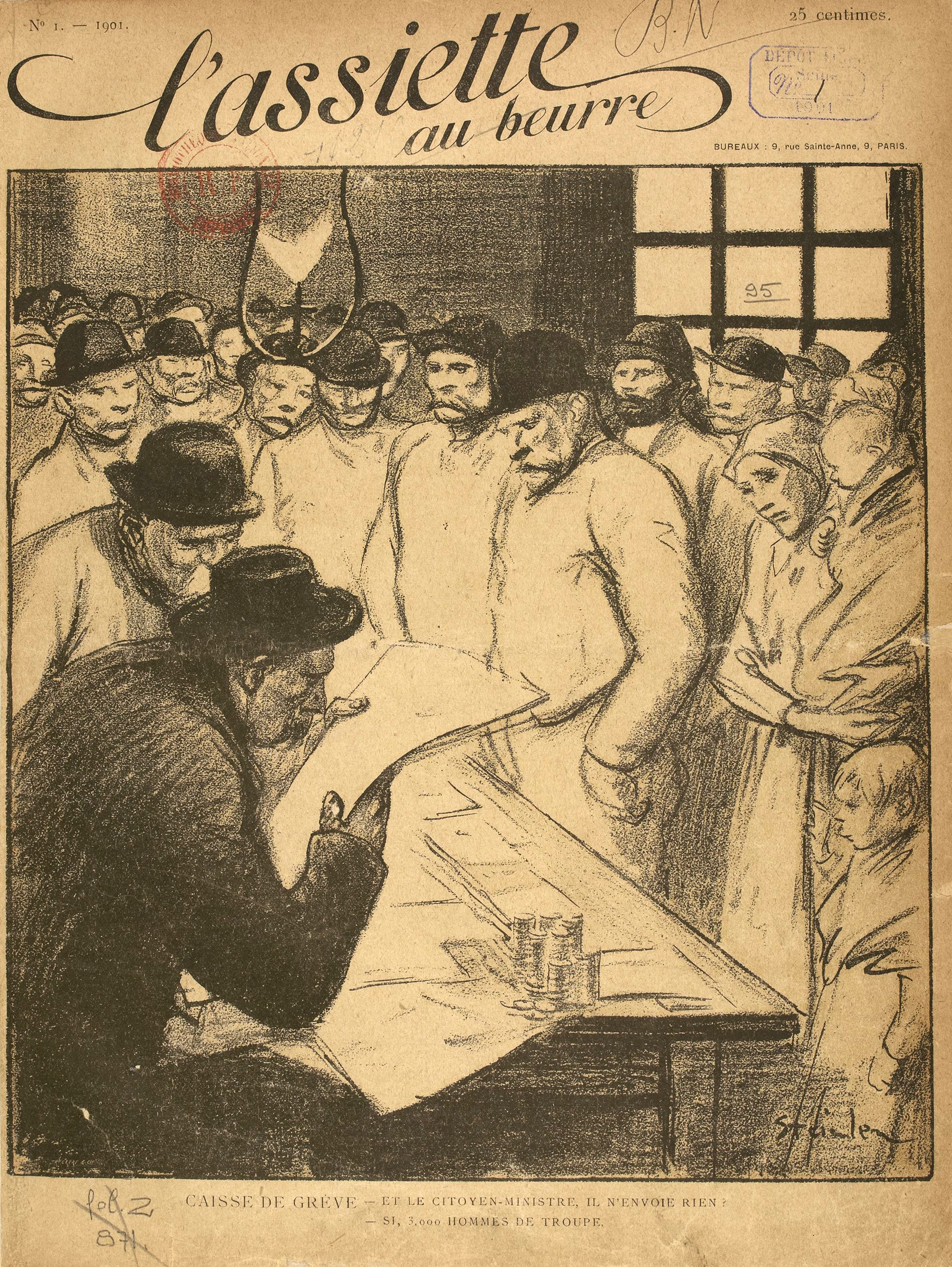
L'Assiette au beurre du 4 avril 1901, couverture de Steinlen.

- 4 avril : premier numéro de L'Assiette au beurre, magazine satirique créé par Samuel-Sigismond Schwarz[13].
- 14 avril : première liaison télégraphique sans fil avec la Corse. Guglielmo Marconi, inventeur du télégraphe sans fil réussit une expérience entre Biot, près d'Antibes et Calvi sur 175 km[14].
- 18 avril : création du Conseil national des femmes françaises, section française du Conseil international des femmes[15].
- 19 avril : procès Véra Gelo pour tentative de meurtre sur la personne du professeur Émile Deschanel le 19 janvier ; elle est acquittée. Mlle Zélénine, qui s'est interposée et a reçu la balle destinée au professeur, est morte des suites de ses blessures[1].
- 26 avril, Algérie : les colons de Margueritte sont assaillis par la population musulmane révoltée contre la colonisation. Cinq européens sont tués et la répression fait seize morts parmi les insurgés ; 107 indigènes sont inculpés lors d’un procès tenu à Montpellier[16].
- Premier numéro du journal anarchiste « L'Ère nouvelle », lancé par E. Armand et Marie Kugel[17], qui publie 56 numéros jusqu'en juin 1911.

### Mai
- 1er mai : lancement par Charles Pallu de la Barrière de l'Alliance républicaine démocratique au siège du journal Le Paysan de France, sous la présidence d'Adolphe Carnot, fondée officiellement le 23 octobre[18].
- 2 mai : réception officielle du chimiste Marcellin Berthelot à l'Académie française[1].
- 5 mai : second séjour de Pablo Picasso à Paris ; il loge chez un compatriote anarchiste, le marchand d'art Pedro Mañach, et est repéré par la police (rapport du 18 juin)[19].
- 12 mai : discours du républicain Raymond Poincaré à Nancy exposant le programme du parti progressiste résumé dans la formule : « Ni réaction, ni révolution ! »  ; il justifie son opposition au projet de loi sur les congrégations religieuses par son attachement à la liberté de l'enseignement[20],[21].
- 13 mai : un fort séisme (intensité VII) est ressenti dans la Drôme, au sud de Crest dans les villages de Saou, Manas et Pont-de-Barret. Dégâts immobiliers moyens[22].
- 14 mai : création par le gouverneur général de Madagascar Joseph Galliéni d'une décoration française pour les « indigènes », le « Mérite Malgache », attribuée pour service rendu à la cause française[23].
- 23 mai : début de l'affaire Blanche Monnier ou de la séquestrée de Poitiers. La police force la porte d’une maison bourgeoise de Poitiers et découvre dans l’obscurité une femme couchée sur un lit au milieu des immondices et de la vermine[24]. André Gide, s’inspirera de cette histoire pour dénoncer l’atmosphère étouffante des familles bourgeoises, dans « Ne jugez pas ».
- 26-28 mai : IIIe congrès unitaire des organisations socialistes à Lyon ; la scission se précise. Une motion, déposée par Édouard Vaillant, considère que « Millerand, en entrant au ministère sous sa responsabilité, et sur son initiative personnelle, n'a pas engagé le socialisme, qu'il ne représente pas... ». Elle est rejetée au profit d'un texte de Briand qui substitue à la formule « hors du parti » celle de « hors du contrôle du parti »[25].
- 29 mai : le français Georges Teste gagne la deuxième course « Paris-Bordeaux » sur une automobile française De Dion-Bouton[1].
- 30 mai : 
  - l'archéologue Melchior de Vogüé (1829-1916) est élu au fauteuil 18 de l'Académie française, en remplacement du duc Albert de Broglie[1].
  - le poète et auteur dramatique Edmond Rostand (1868-1918) est élu au fauteuil 31 de l'Académie française, en remplacement d'Henri de Bornier[26].
- 30 mai-29 juin : séjour de la reine Ranavalona III à Paris[1].
- L'abbé Saunière commence les travaux de la Villa Bethania à Rennes-le-Château[27].

### Juin

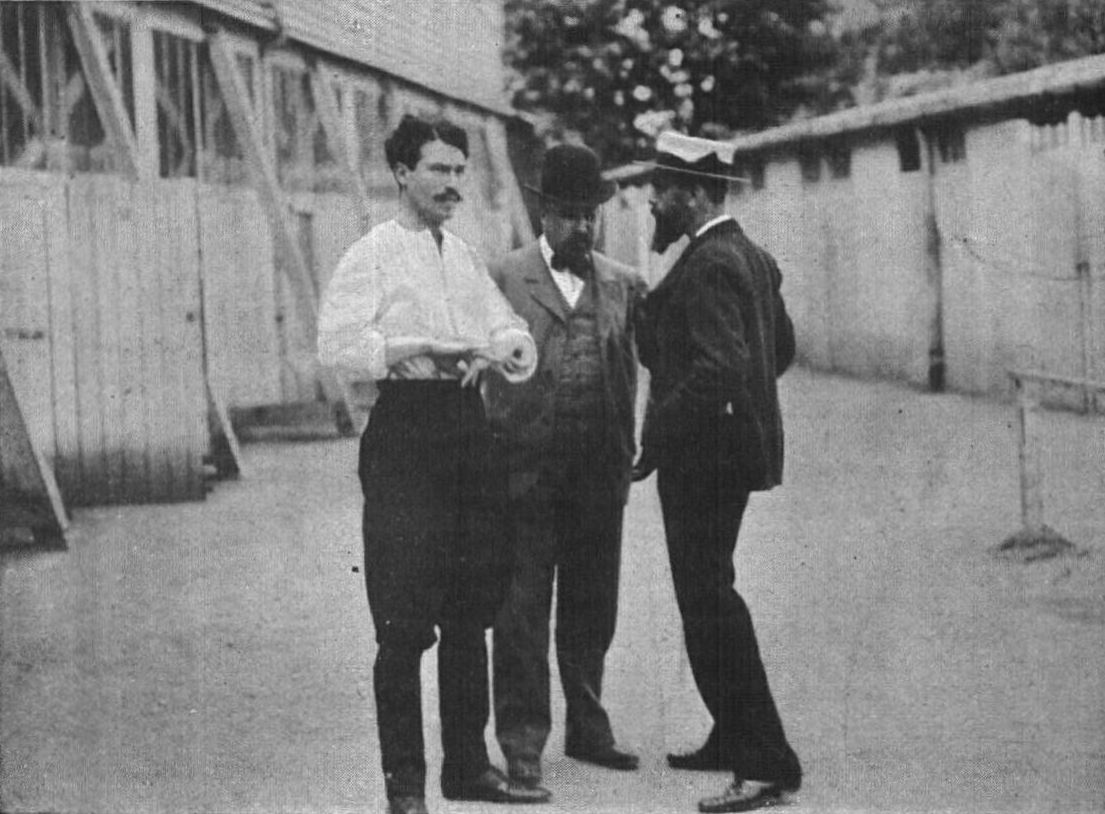
Laberdesque et ses témoins avant le duel contre Max Régis (7-8 juin 1901).

- 7 - 8 juin : duel Max Régis-Laberdesque organisé au vélodrome du Parc des Princes ; Régis est blessé à l'avant-bras[1].
- 18 juin : une explosion à la manufacture de munitions d'Issy-les-Moulineaux fait 18 morts et une vingtaine de blessés[1].
- 21 - 23 juin : congrès fondateur du parti radical français, le Parti républicain, radical et radical-socialiste, premier parti politique créé en France ; Léon Bourgeois et Camille Pelletan préconisent la réduction du service militaire et l'établissement d'un impôt sur le revenu[1].
- 25 juin - 14 juillet : exposition de Iturrino et de Picasso galerie Vollard[28].
- 27 - 29 juin : course automobile Paris-Berlin organisée par l'Automobile Club de France. Un enfant est tué à Reims[1].

### Juillet
- 1er juillet : 
  - loi relative au contrat d'association, qui crée la notion d'association loi de 1901 et réglemente la liberté d'association[29]. Les congrégations qui ne déposent pas leur demande d'autorisation au 1er octobre sont réputées dissoutes[30]. La loi entraîne la dissolution et l'expulsion de centaines de congrégations religieuses non autorisée - dont les Jésuites - qui partent en exil[31]. La loi de séparation des Églises et de l'État, alors débattue, est promulguée en 1905.
  - le député de Vendée Fernand Gautret, républicain indépendant, dépose le premier projet de loi sur le suffrage féminin, proposition renvoyée à la commission du suffrage universel, qui reste sans suite[32].
  - mise en service de la ligne électrique entre les Invalides et Versailles, jusqu'à Meudon, première ce genre en Europe, le métropolitain excepté[1].
- 5 juillet : fondation par Jacques Piou du groupe parlementaire l'Action libérale, qui devient, au lendemain des élections législatives de 1902, un parti, l'Action libérale populaire[33].
- 9 juillet : loi créant à Paris l’office national des brevets d’invention[34].

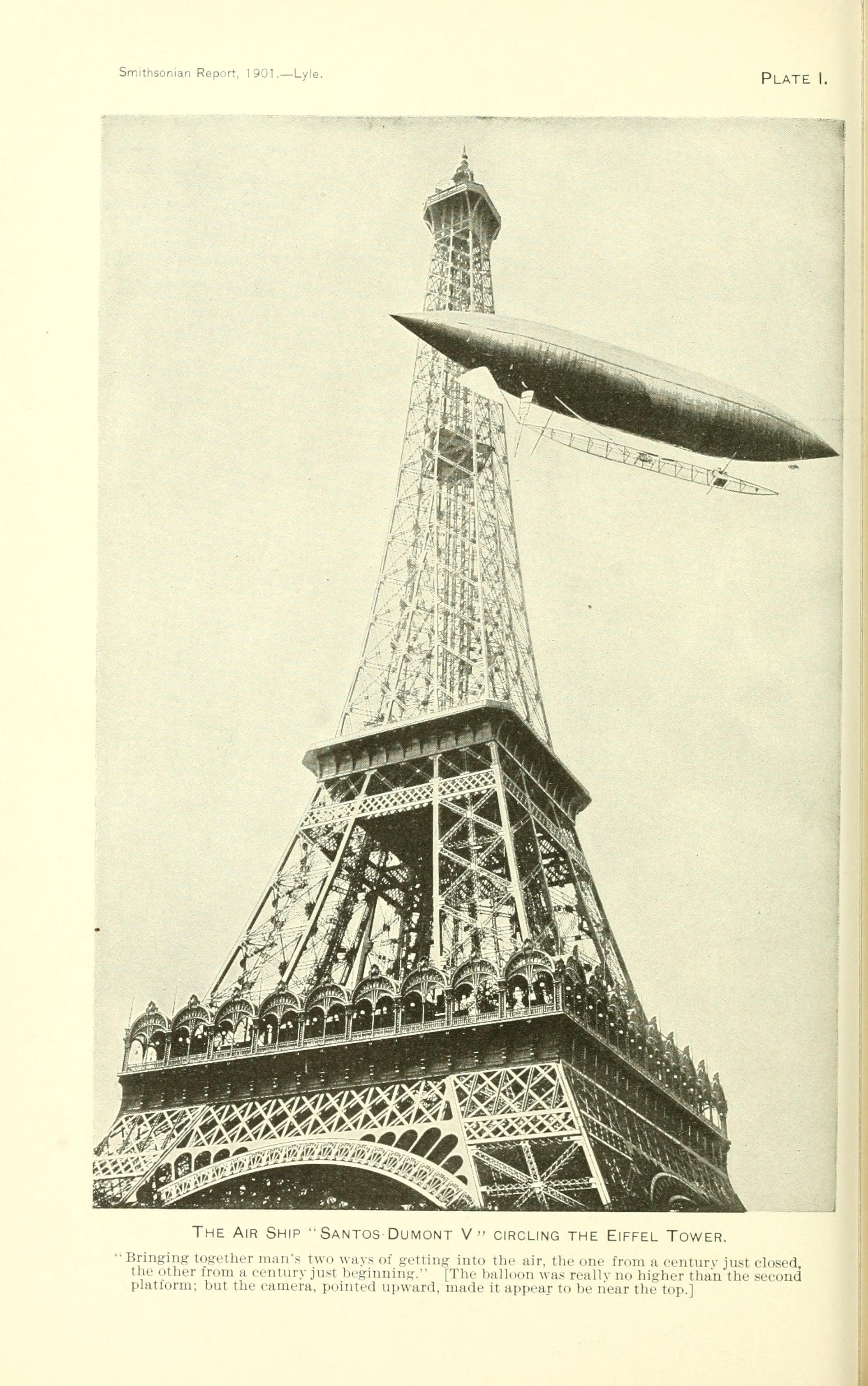
Santos-Dumont doublant la tour Eiffel le 13 juillet 1901.

- 13 juillet : le Brésilien Alberto Santos-Dumont vole autour de la tour Eiffel à bord d'un dirigeable ; il s'écrase le 8 août au cours d'un second essai et réussit finalement le 19 octobre à rejoindre en moins de 30 minutes la distance entre Saint-Cloud et la Tour Eiffel[35].
- 29 juillet : duel entre Léon Daudet et Gérault-Richard au Parc des Princes[1].

### Août
- 10 août : les fantômes du Trianon. Lors d'une visite à Versailles, deux anglaises, Miss Moberly et Miss Jourdain, vivent une expérience qu'elles qualifient de paranormale dans les jardins du Petit Trianon ; elles affirment avoir rencontré des fantômes dans les allées du domaine de la reine[36].
- 16 août : décret portant règlement d'administration publique pour l'exécution de la loi du 1er juillet 1901 ; il précise les formalités à remplir pour les demandes d'autorisation et les conditions de liquidation des biens des congrégations non autorisées[30].
- 16-18 août : course cycliste Paris-Brest-Paris remportée par Maurice Garin[1].

### Septembre
- 8 et 12 septembre : découvertes des grottes ornées des Combarelles et de Font-de-Gaume en Dordogne[37].
- 10 septembre : décret de loi instituant l'immatriculation des véhicules roulant à plus de 30 km/h[38].

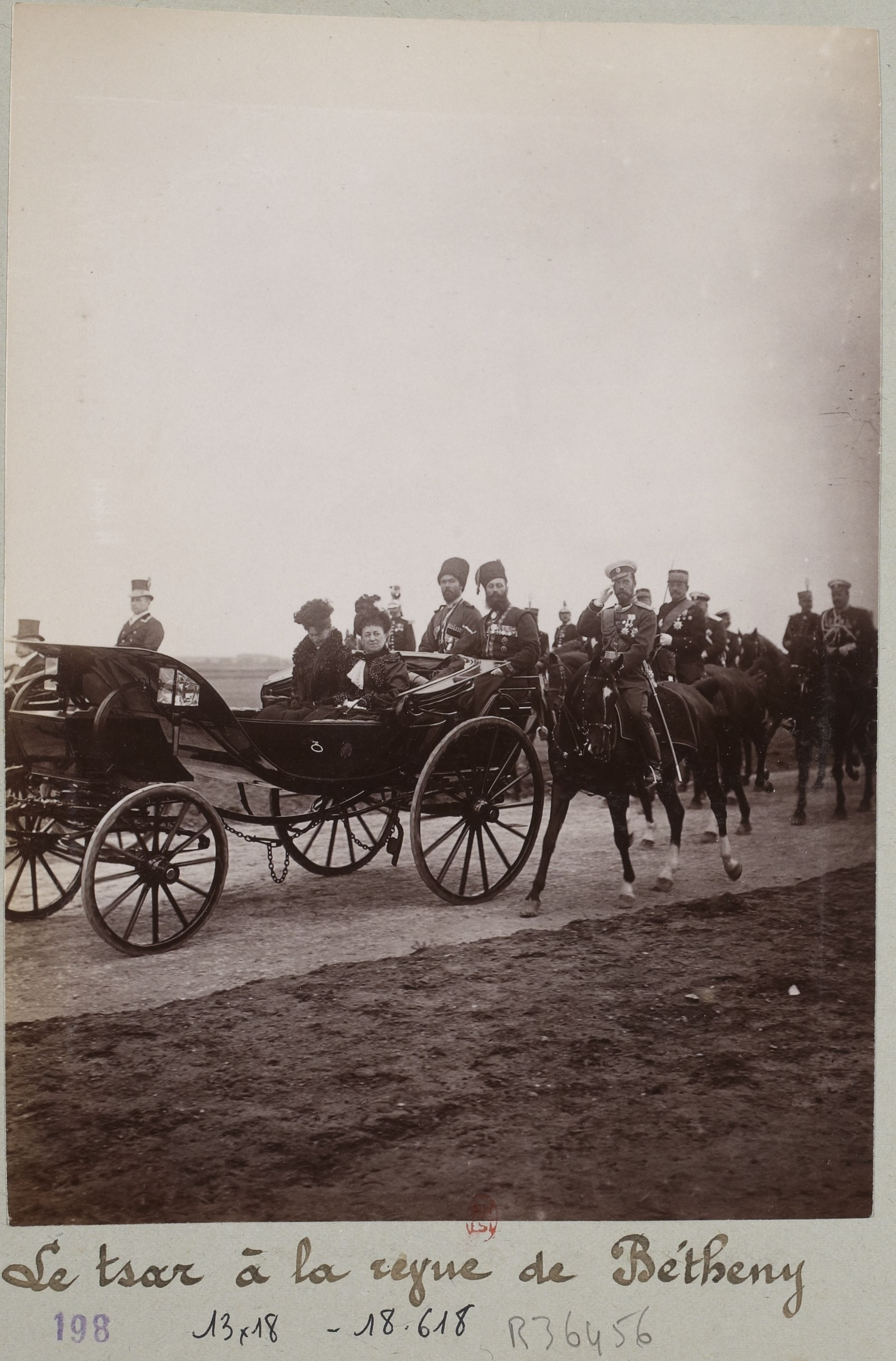
Le tsar à la revue de Bétheny.

- 18-21 septembre : visite officielle du tsar Nicolas II et de l'impératrice Alexandra en France ; ils sont reçus à Dunkerque par le Président de la république Émile Loubet et résident au palais de Compiègne[39]. Dans le cadre de l'alliance franco-russe, ils passent en revue l'escadre du Nord en rade de Dunkerque et participent à des manœuvres à Bétheny, près de Reims[40], impliquant la participation de 130 000 soldats, sous le commandement du général Brugère.

### Octobre
- 19 octobre : Alberto Santos-Dumont réussit à rejoindre en moins de 30 minutes la distance entre Saint-Cloud et la Tour Eiffel en dirigeable et remporte le prix Deutsch de 100 000 francs or[35]

### Novembre
- 3 novembre : création à la conférence d’Ivry-sur-Seine de l’Union socialiste-révolutionnaire (parti ouvrier français de Jules Guesde, parti socialiste-révolutionnaire d’Édouard Vaillant, Alliance communiste) pour combattre le ministérialisme prôné par les socialistes réformistes[41].
- 5 novembre : début de la grève des typographes à la maison Berger-Levrault de Nancy. La direction décide de faire appel à des femmes et se tourne vers le Syndicat des femmes typographes, fondée en 1899 par la féministe Marguerite Durand alors que la Fédération française des travailleurs du Livre refusait de syndiquer les femmes. Sa secrétaire, Marie Muller, organise le recrutement. Quand la grève s’achève le 8 janvier 1902, les postes octroyés aux femmes sont maintenus. Le 7 janvier 1902, a FFTL obtient de Bourse du travail de Paris l'exclusion du syndicat féminin SFT qualifié de syndicat jaune (« sarrazines »). Marie Muller et Marguerite Durant parvienent néanmoins à faire annuler la décision en août 1905[42].
- 24 novembre-8 décembre : premier concours Lépine, créé par le préfet de Paris Louis Lépine afin d’encourager le développement de l’industrie du jouet[43].

### Décembre
- 5 décembre : une circulaire de Waldeck-Rousseau aux préfets somme les congrégations autorisées de demander l'autorisation pour chacun de leurs établissements secondaires avant le 15 janvier 1902[30].

## Naissances en 1901
- 3 novembre : André Malraux, écrivain français († 23 novembre 1976).

## Décès en 1901
- 19 janvier : Albert de Broglie, historien, diplomate et homme d'État français, monarchiste orléaniste, ancien président du Conseil, à l’âge de 79 ans
- 25 janvier : Prosper-Olivier Lissagaray, anarchiste, journaliste et historien, à l’âge de 62 ans.